# Museo Iosif Stalin
Il museo Iosif Stalin è un museo situato a Gori, in Georgia, città natale del leader sovietico. È dedicato alla vita e alle attività politiche di Iosif Stalin. Fondato nel periodo dell'URSS, custodisce circa 60 000 reperti, suddivisi in diverse sale espositive.

## Storia
Una prima esposizione nacque nel 1937, quando l'abitazione natale del leader sovietico fu trasformata in una piccola casa museo commemorativa, durante l'apice del potere di Stalin. Nel 1951 fu intrapreso un progetto di ampliamento e trasformazione come museo della soria del Socialismo, sebbene con l'intento di realizzare un memoriale al dittatore, in un periodo in cui le sue condizioni di salute stavano visibilmente peggiorando.
Nel 1957 la costruzione dell'edificio principale fu terminata e il museo fu ufficialmente inaugurato, quattro anni dopo la morte di Stalin e un anno dopo l'inizio della campagna di "destalinizzazione" promossa dal suo successore, Nikita Krusciov. Questa coincidenza cronologica conferisce a tale museo un valore simbolico e contraddittorio, poiché da un lato esso celebra la figura di Stalin, mentre dall'altro, emerse in un contesto politico che ne metteva in discussione il culto.
Dal punto di vista architettonico, il complesso museale rappresenta un esempio emblematico dello stile stalinista. Progettato dall'architetto georgiano Archil Kurdiani, il museo fu concepito con l'obiettivo di glorificare la memoria del leader sovietico. Kurdiani ricevette carta bianca dal governo per realizzare una struttura imponente e coerente con i canoni dell'architettura monumentale dell'epoca. Lo stile adottato si distingue per le linee neoclassiche, l'uso di colonne, portici decorati, balconi elaborati, archi e sontuose sale centrali con pavimenti in marmo, tappeti rossi e un grande lampadario in vetro.
Dopo una breve chiusura nel 1989, durante un periodo di instabilità in Georgia, il museo continuò a funzionare regolarmente anche dopo la dissoluzione dell'Unione Sovietica, ed è oggi riconosciuto come monumento del patrimonio culturale georgiano. È sottoposto alla tutela e finanziato dal Ministero della Cultura e dei Monumenti.

### Riorganizzazione dopo il 2008
Il 24 settembre 2008, all'indomani della Seconda guerra in Ossezia del Sud, il ministro della Cultura georgiano Nikoloz Vacheishvili annunciò che, prossimamente, il Museo Stalin sarebbe stato riconvertito nel Museo dell'Aggressione Russa.
Un'insegna fu affissa all'ingresso con la scritta: "Questo museo è una falsificazione della storia. È un tipico esempio di propaganda sovietica e tenta di legittimare il regime più sanguinario della storia". L'insegna fu rimossa nel 2017.
Il monumento a Stalin nella piazza centrale fu rimosso il 25 giugno 2010, con l'intenzione di collocarlo nel museo. Il 20 dicembre 2012 il Consiglio comunale di Gori votò a favore per riposizionare la statua nel luogo originario e interrompere i piani di riconversione del museo.
Tra le proposte di trasformazione vi fu quella avanzata dallo storico e direttore del museo Lasha Bakradze, che propose di aggiungere una "mostra sulla mostra" per evidenziare le numerose inesattezze e falsità della presentazione originale. Alcuni commentatori hanno anche suggerito che, nel rispetto dell'etica della commemorazione politica, il processo di trasformazione del museo richiederebbe un ampio coinvolgimento del pubblico per legittimare qualsiasi progetto finale.

## Il complesso museale

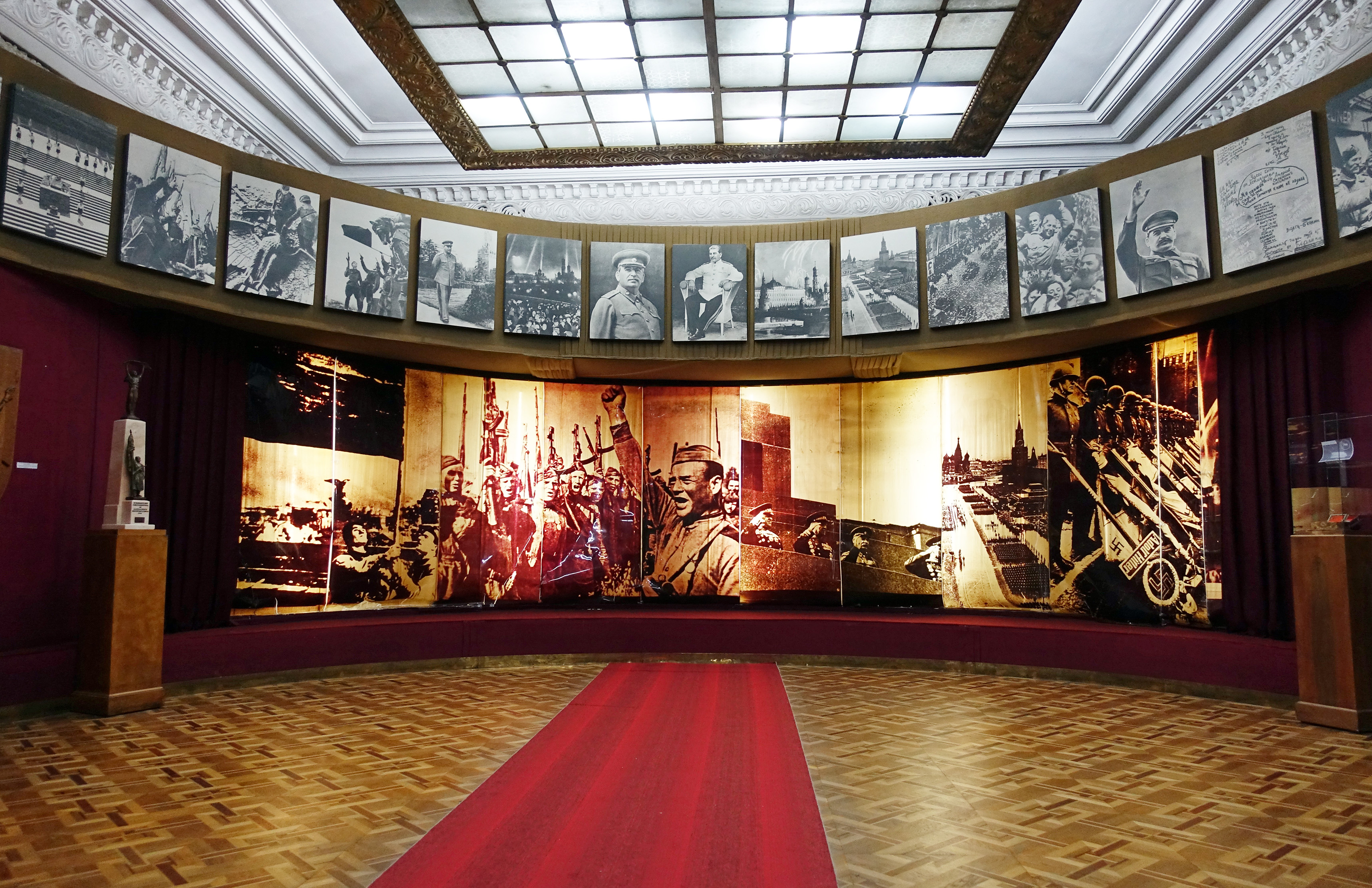
una delle sale del museo

Il museo, situato in posizione centrale di Gori, si sviluppa nel corpo principale inaugurato nel 1957, preceduto dalla piccola casa natale di Stalin circondato da un ampio giardino, dove è collocata anche la carrozza ferroviaria di Stato. Innanzi alla casa natale, vi è la grande piazza centrale di Gori, dove è posta la statua di Stalin realizzata dallo scultore Silovan Kakabadze.

### L'edificio principale

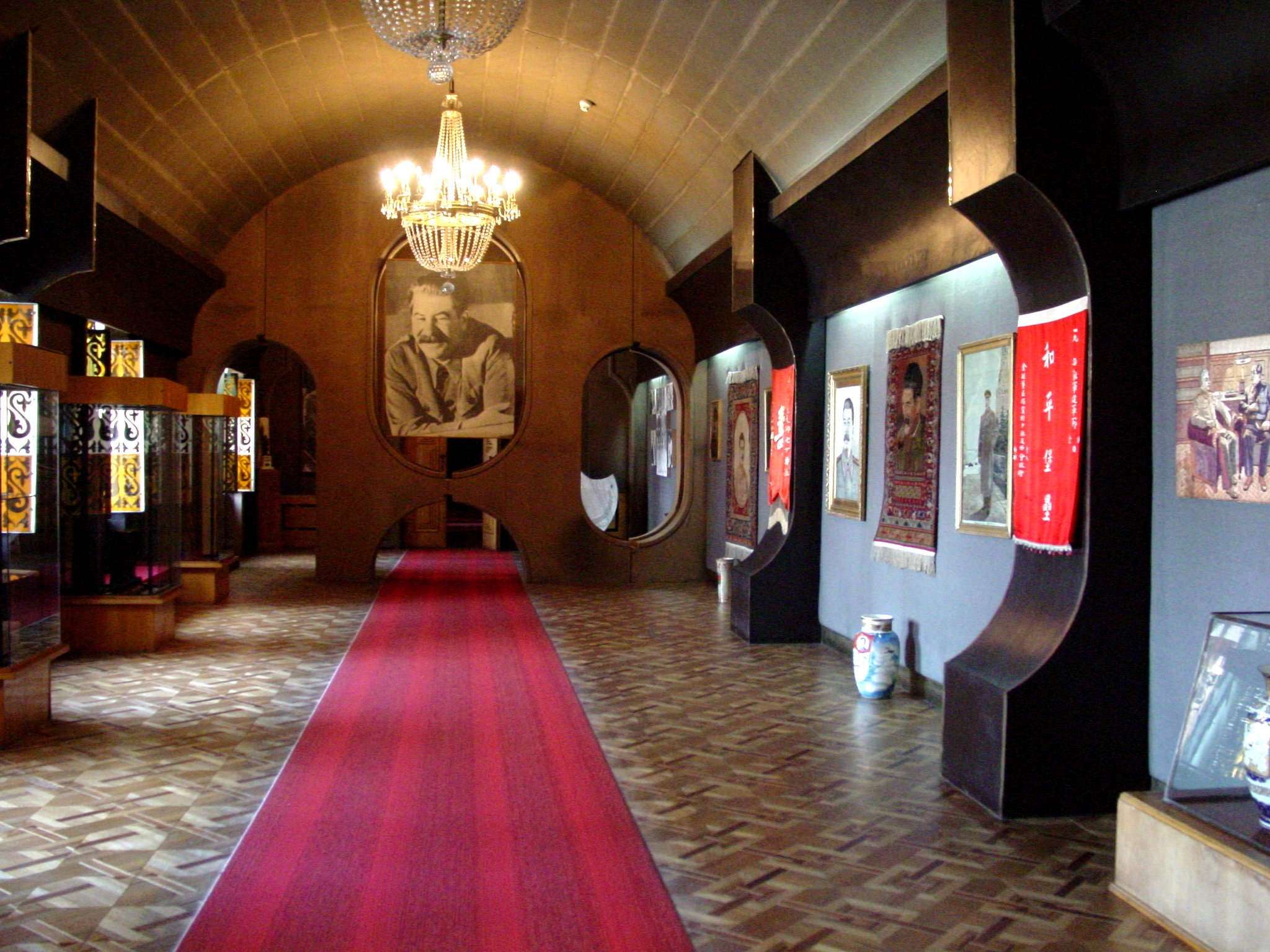
Una delle sale del museo

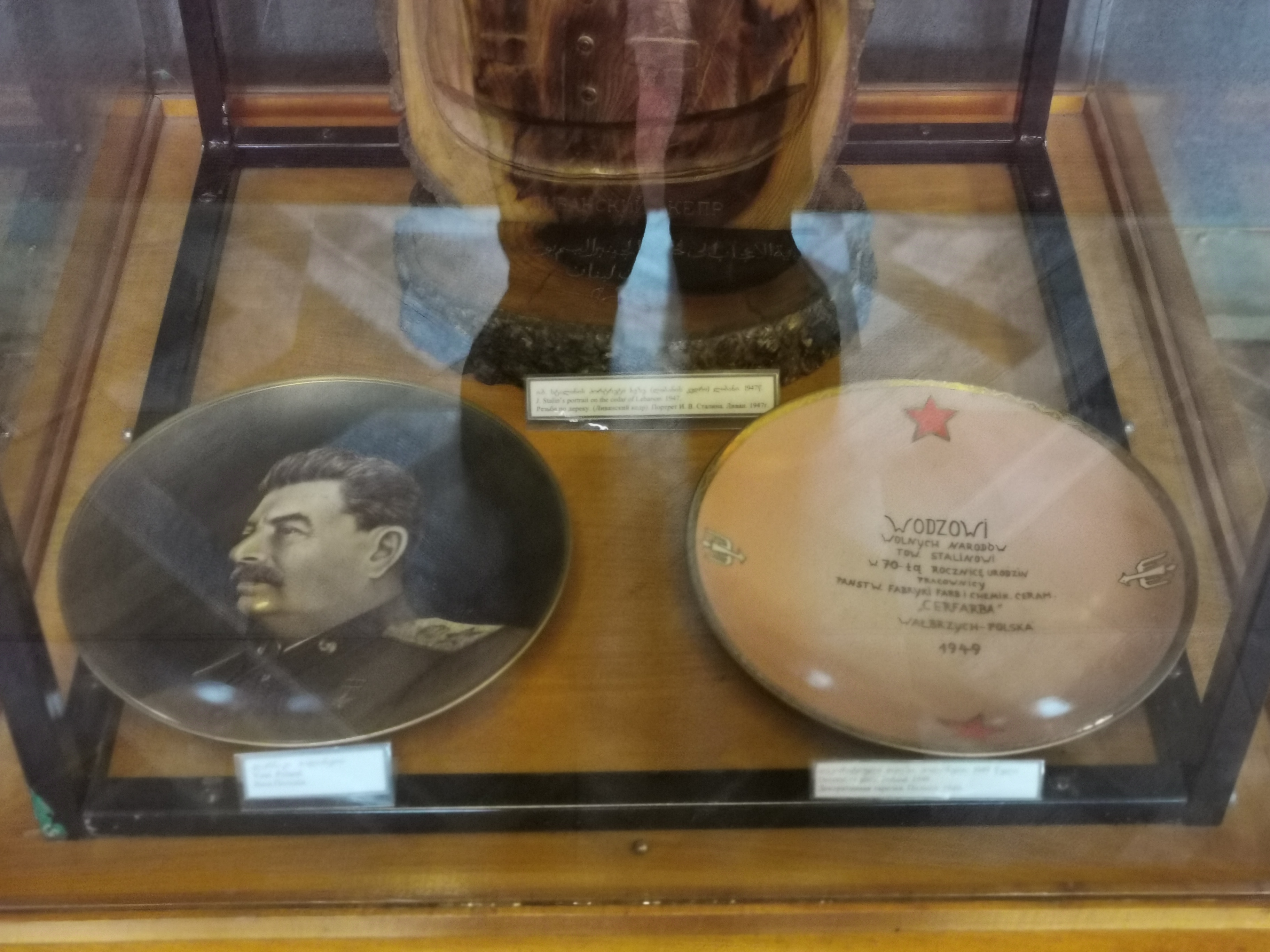
Piatto con l'immagine di Stalin regalatogli al suo 70° compleanno

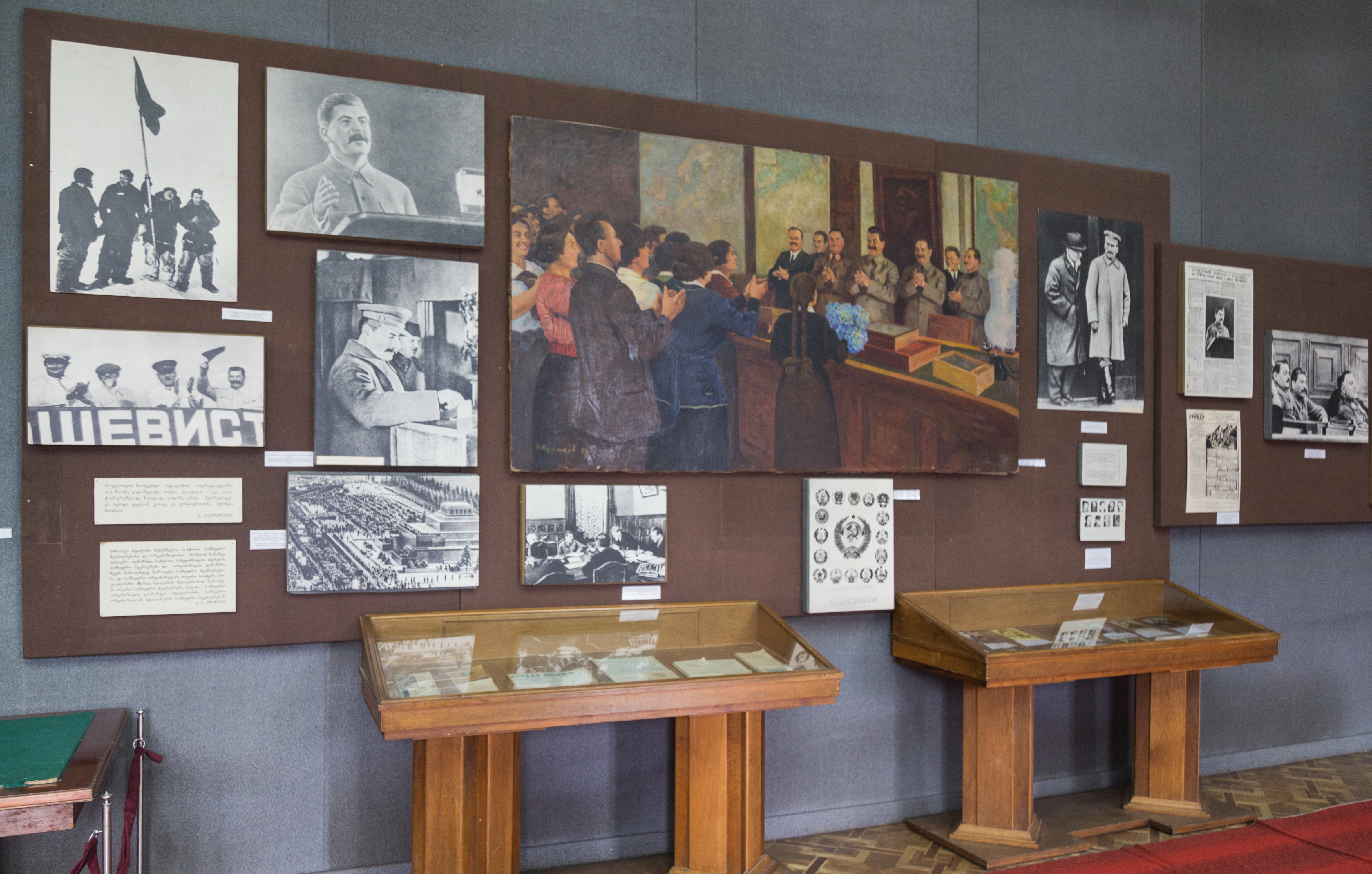

La struttura principale è costituita da un imponente corpo allungato, porticato e dotato di torre, realizzato secondo i canoni del classicismo socialista.
Internamente è organizzato in sette sale espositive, nelle quali viene conservata una raccolta di grossomodo 60000 oggetti relativi al periodo staliniano, in ordine approssimativamente cronologico.
La prima è dedicata alla giovinezza di Stalin, negli anni dello zarismo e della Rivoluzione bolscevica. La seconda sala documenta invece la storia dell'Unione Sovietica tra il 1925 e il 1940, ponendo l'accento sul consolidamento del potere da parte di Stalin e sull'evoluzione dello Stato sovietico.
Il terzo spazio raccoglie fotografie relative ad eventi storici significativi della vita del dittatore. Nella quarta sala è conservata una delle maschere funerarie in bronzo realizzate dopo la morte di Stalin nel 1953. La quinta presenta invece una collezione di doni ricevuti dal leader nel corso della sua vita pubblica, le quali testimoniano anche il culto della personalità che caratterizzò il suo governo. La sesta sala riproduce fedelmente l'ufficio in cui Stalin lavorò tra il 1918 e il 1922.
La settima sala, aggiunta nel 2010, offre ai visitatori una narrazione più critica della figura di Stalin, essendo alle repressioni e ai crimini commessi durante il regime staliniano.

### Casa di Stalin

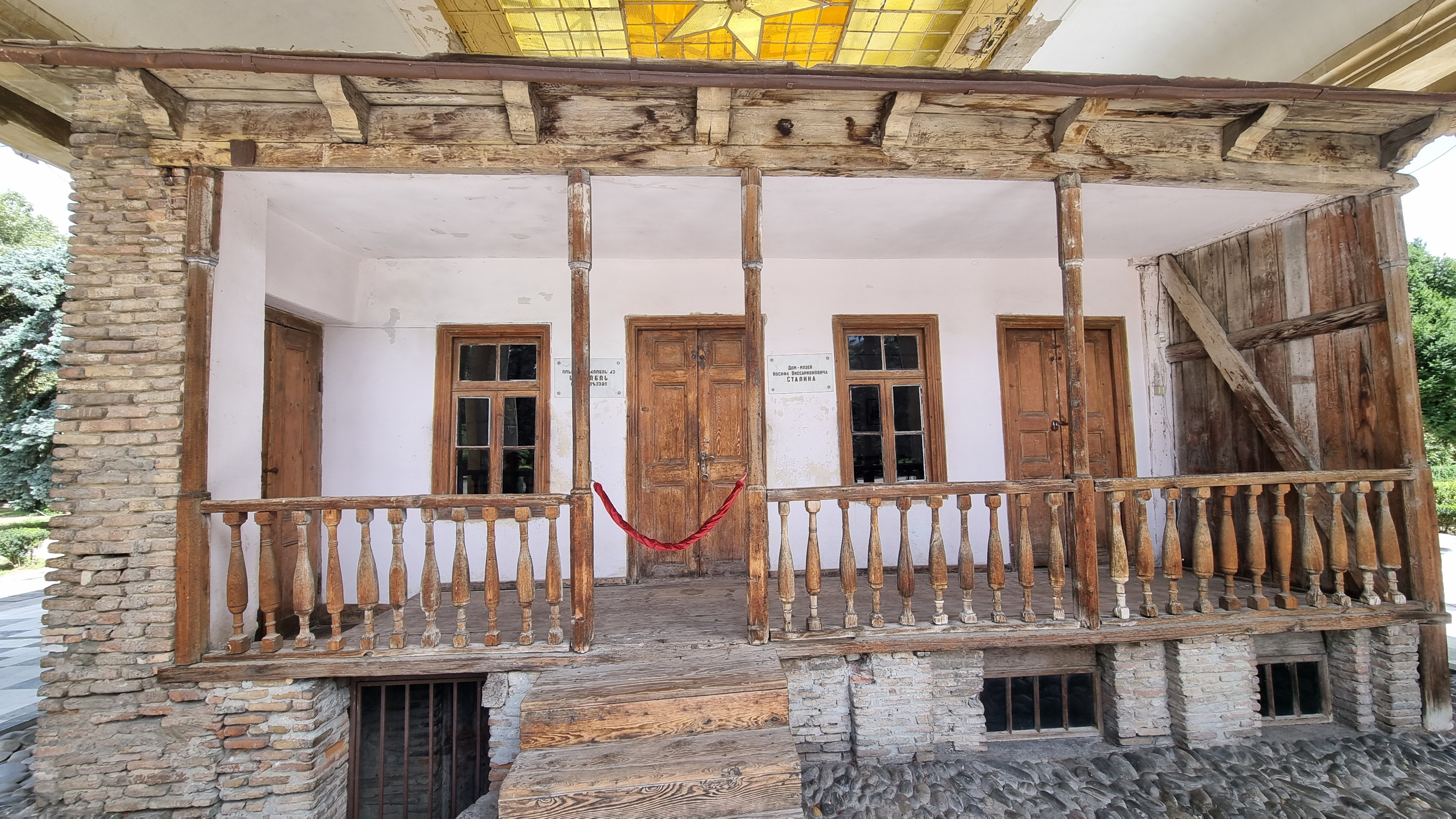
La casa natale

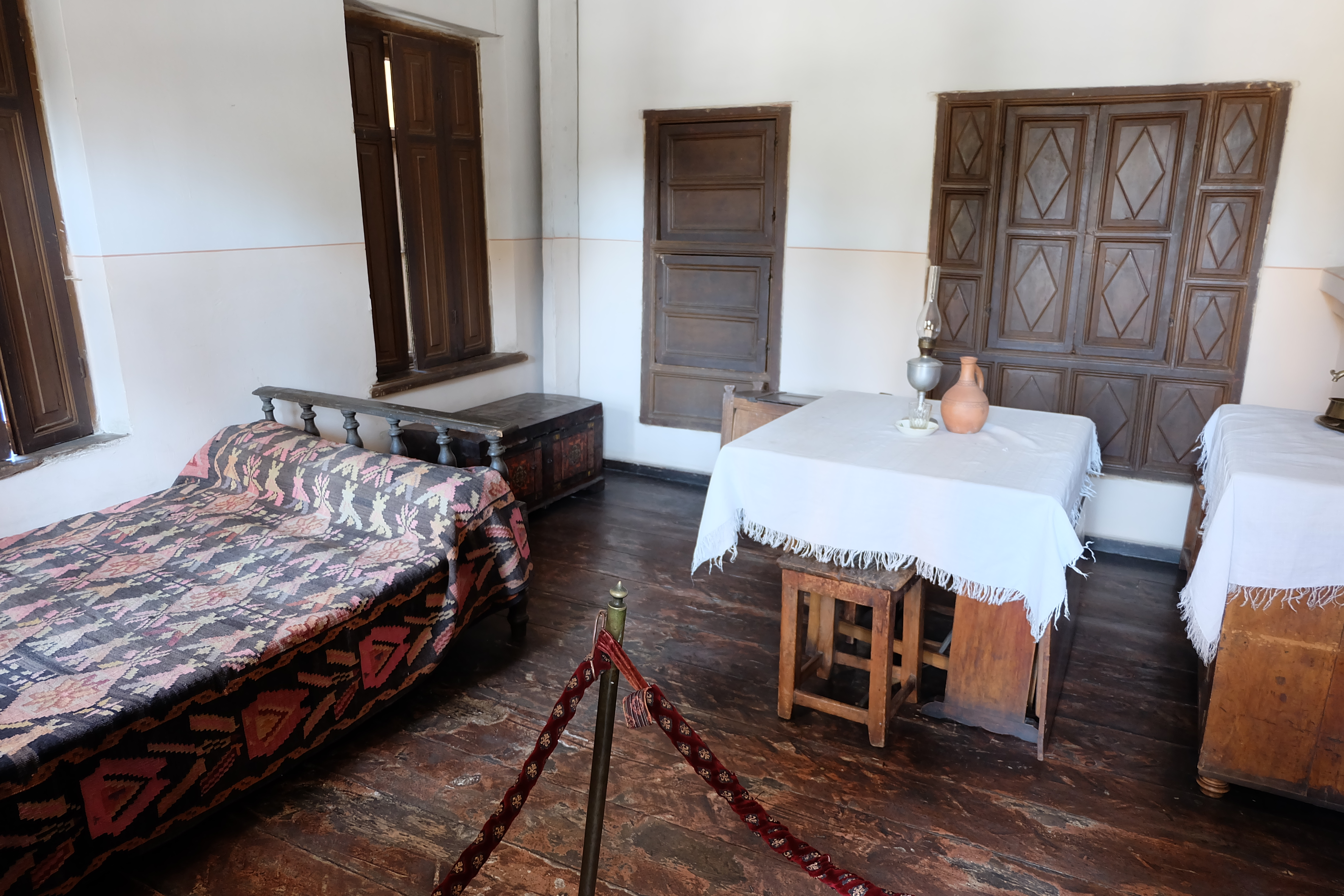
Gli interni rustici della casa natale

Protetta da un padiglione greco-romano che ricorda un tempio, innanzi all'edificio museale si staglia la piccola casetta in cui Stalin nacque nel 1878 e in cui trascorse i primi anni della sua vita con il padre, il calzolaio Vissarion Džugašvili. Gli ambienti ricostruiti mostrano una inaspettata semplicità.

### La carrozza ferroviaria
Accanto al museo si trova la carrozza ferroviaria personale di Stalin. Il vagone, di colore verde, fu appositamente camuffato per prevenire tentativi di assassinio. Pesa 83 tonnellate e fu utilizzato da Stalin dal 1941 in poi per recarsi, tra i vari luoghi, anche alle conferenze di Yalta e Teheran. Nel 1985 la carrozza fu recuperata dallo scalo ferroviario di Rostov sul Don per essere donata al museo.